# 한스 크리스티안 한센
한스 크리스티안 스바네 한센(덴마크어: Hans Christian Svane Hansen, 1906년 11월 8일~1960년 2월 19일)은 H. C. 한센이라고도 불리는 덴마크의 정치인이다. 소속 정당은 사회민주당이다.
1945년 5월 5일부터 1945년 11월 7일까지, 1947년 11월 13일부터 1950년 9월 16일까지 덴마크 재무부 장관을 역임했으며 1953년 9월 30일부터 1958년 10월 8일까지 덴마크 외무부 장관을 역임했다. 1955년 사망한 한스 헤드토프트의 뒤를 이어 제38대 덴마크의 총리가 되었고, 1960년 암으로 사망할 때까지 역임했다.